# Stefan Küng
Stefan Küng, född 16 november 1993 i Wil, är en schweizisk professionell landsvägscyklist och bancyklist.

## Karriär
Küng har cyklat professionellt sedan 2015. Bland hans meriter kan nämnas 1 etappvinst i Tour de France i lagtempo. År 2020 och 2021 vann han guld i de individuella tempoloppen i europamästerskapen i landsvägscykling.